# Черський (аеропорт)
Аеропорт «Черський» (IATA: CYX, ICAO: UESS) — регіональний аеропорт, розташований у селищі Черський Нижньоколимського улусу Якутії. Забезпечує регулярне авіасполучення з регіональним центром — Якутськом.

## Приймаються типиповітряних суден[1]
Ан-2, Ан-3, Ан-12 (взимку), Ан-24, Ан-26, Ан-28, Ан-30, Ан-32, Ан-74, Як-40 та ін. типи повітряних суден 3-4 класу, вертольоти всіх типів.
| Авіакомпанія      | Пункт призначення |
| ----------------- | ----------------- |
| Полярні авіалінії | Якутськ           |
| Якутия            | Якутськ           |
| ЮТэйр Карго       | Якутськ           |

## Показники діяльності
Див. джерело запитів Вікіданих та джерела.
| рік       | 2014 | 2015 | 2016 | 2017 |
| пасажирів | 8351 | 7946 | 7404 | 6829 |
| Джерела:  |      |      |      |      |